# 小行星711
小行星711（711 Marmulla）是一颗围绕太阳公转的小行星。1911年3月1日，約翰·帕利薩在维也纳描述了此天体。
該小行星以彈珠命名。根據天文學家保羅·維爾特的說法，這個名字可能來自德國中世紀的「Marmul」。這顆小行星的名字原本拼寫為 「Marmula」。
这颗小行星的绝对星等为11.7等。

## 相关條目
- 小行星列表/10001-11000

## 外部連結
- Asteroid Lightcurve Database (LCDB) （页面存档备份，存于）, query form (info （页面存档备份，存于）)
- Dictionary of Minor Planet Names, Google books
- Discovery Circumstances: Numbered Minor Planets (10001)-(15000) （页面存档备份，存于） – Minor Planet Center
- 小行星711 at AstDyS-2, Asteroids—Dynamic Site
  - Ephemeris · Observation prediction · Orbital info · Proper elements · Observational info
- NASA JPL小天體瀏覽器上的小行星711

| 前一小行星： 小行星710 | 小行星列表 | 後一小行星： 小行星712 |